# Marian University (Indianapolis)
La Marian University è un'università privata di indirizzo cattolico con sede a Indianapolis, nello stato americano dell'Indiana.
Le origini dell'università si ricollegano con quelle della Saint Francis Normal School, aperta nel 1851 dalle Suore francescane di Oldenburg per la formazione delle religiose della congregazione destinate all'insegnamento. Prese il nome di Marian College nel 1936 e nel 2021 divenne university.